# Гуково (Сумская область)
Гу́ково (укр. Гукове) — село в Шосткинской городской общине Шосткинского района Сумской области Украины.
Код КОАТУУ — 5925381003. Население по переписи 2001 года составляло 104 человека.

## Географическое положение
Село Гуково находится на расстоянии в 3,5 км от посёлка городского типа Воронеж, сёл Гамалиевка и Маково.
По селу протекает пересыхающий ручей с запрудой. Рядом проходит железная дорога, станция Маково в 3,5 км.